# Борче Средојевић
Борче Средојевић (Градишка, 1. фебруар 1958) бивши је српски и југословенски фудбалер, тренутно ради као фудбалски тренер.

## Биографија

### Играчка каријера
Рођен је 1. фебруара 1958. године у Градишци. Играо је на позицији одбрамбеног играча. Године 1974. дебитовао је за први тим Слоге из Подградца. Након три године прелази у Козару из Градишке. Пуну играчку афирмацију је стекао почетком осамдесетих када се преселио у бањалучки Борац. Одиграо је више од деведесет утакмица за „црвено−плаве” и постигао четири гола. Године 1984. прелази из Бања Луке у југословенског прволигаша Ријеку. Највећи успех са клубом је остварио у сезони 1986/87. када су играли финале Купа Југославије (пораз од Хајдука на пенале). Следеће сезоне прелази у београдски Партизан. За „црно−беле” је одиграо 35 утакмица и освојио Куп Југославије 1989. године. У чувеном финалу су победили Вележ из Мостара са 6:1, а Средојевић је одиграо свих деведесет минута.
У сезони 1989/90. потписао је за први инострани клуб, шпански Депортиво ла Коруња. Задржао се једну сезону, а потом се вратио у Козару из Градишке. Средојевић је био део првог историјског меча фудбалске репрезентације Републике Српске.

### Тренер
Први клуб који је предводио као тренер је био Козара Градишка у периоду од 1993. до 1995. године. У богатој тренерској каријери водио је више клубова из Републике Српске, Словеније и Србије. Има тренерску УЕФА про−лиценцу.
Био је помоћник селектора фудбалске репрезентације Босне и Херцеговине од 2007. године до 2014. када је остварен успех и први пласман на Светско првенство у Бразилу.
Током 2017. године поново је био први тренер Козаре из Градишке у Првој лиги Републике Српске.

## Трофеји
- Партизан
  - Куп Југославије: 1989.